# Personal digital assistant

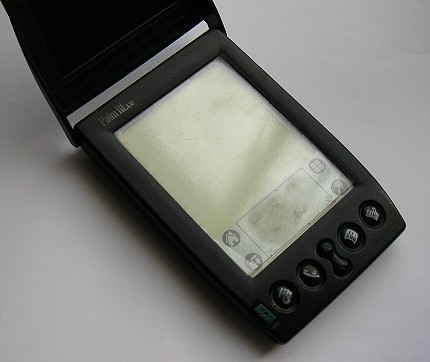
Personal digital assistant

Personal digital assistant  (prescurtat PDA) sunt calculatoare mici, de ținut în mână, care au fost inițial proiectate să fie agende personale electronice, dar care în decursul timpului au devenit polivalente. PDA-urile cuprind și calculatoarele mici de tip "palmtop". PDA-urile au multe întrebuințări: calculator aritmetic, ceas cu alarme și agendă calendaristică, aparat pentru jocuri electronice (console de joc portabile), pentru accesul la Internet și web, transmitere și primire de e-mail-uri, înregistrare video, editare de documente de tip text, agende electronice de contacte, editare a foilor de calcul tabelar, receptor radio, redare a fișierelor multimediale, și chiar dispozitiv de stabilit coordonatele geografice bazat pe GPS. Unele modele de PDA au ecrane color, de asemenea posibilități de redare audio, ceea ce le permite să fie întrebuințate și drept telefoanele mobile (smartphone). Termenul PDA a fost folosit pentru prima dată la data de 7 ianuarie 1992 la târgul Consumer Electronics Show din Las Vegas, Nevada, când CEO-ul de atunci al companiei Apple Computer, John Sculley, l-a folosit pentru aparatul de tip Apple Newton. În 1989 aparatul Atari Portfolio, deși tehnic făcând parte din clasa palmtop, a fost un prevestitor al formatelor adoptate recent de multe dispozitive de buzunar moderne. Încă din 1980 au apărut dispozitive precum Psion și Sharp Wizard care aveau suficiente funcționalități pentru a fi luate deja în considerație drept PDA-uri. Inițial PDA-urile erau numite Palm-uri, Palm Pilot sau Palm Top-uri, după modelele lansate de companiile americane USR și Palm Inc. Această întrebuințarea a numelui este un caz de generalizare a unei mărci înregistrate.

## Conectivitate
Multe PDA-uri dispun de un port IrDA (datal infraroșu) , unele și /sau bluetooth pentru conectivitate cu alte dispozitive. Standardul "Infrared Data Association" (IrDA) permite comunicarea între două PDA-uri (doi asistenți digitali personali), un PDA și orice alt dispozitiv care are port IrDA (datal infraroșu), precum și între un PDA (asistent digital personal) și un calculator cu un adaptor IrDA (datal infraroșo). Cel mai des și tastaturile universale PDA folosesc tehnologia razelor infraroșii, deoarece au un preț de fabricație foarte redus. PDA-urile moderne (Asistenții digitali personali moderni) au și conectivitate Bluetooth (prin unde radio), care este folosită și la multe telefoane mobile, căști telefonice, radio și alte dispozitive GPS, laptopuri, instalatii de sonorizare in masina, etc..

### Carduri de memorie
Deși majoritatea dispozitivelor PDA timpurii nu au avut sloturi (deschideri, fante conectoare) pentru carduri (cartele) de memorie, acum cele mai multe acceptă fie carduri de tip "Secure Digital" (SD) fie carduri "Compact Flash" (CF). Deși proiectate inițial pentru memorie, cardurile de tip „Secure Digital Input Output” (SDIO) și Compact Flash ajută acum la folosirea PDA-urilor pentru o serie de servicii suplimentare cum ar fi comunicația Wi-Fi, sistemul GPS sau folosirea webcam-urilor. Unele PocketPC-uri (computere de buzunar) sunt de asemenea prevăzute și cu porturi USB, acceptând de exemplu extinderea memoriei prin drive-uri de memorie flash (Solid State Disk, SSD).

### Sincronizare
O funcție importantă a PDA-urilor este sincronizarea informațiilor cu PC-ul. PDA include programul "Desktop Manager", care poate să se sincronizeze atât cu "Microsoft Outlook" (de poștă electronică) cât și cu "Sage ACT!" (pentru baza de date cu clienți). Alte PDA-uri includ numai cu softul lor propriu și patentat. De exemplu, unele PDA-uri cu "Palm OS" mai vechi au dispus numai de "Palm Desktop", în timp ce palm-urile mai noi, ca de exemplu Treo 650, se pot sincroniza cu "Palm Desktop" și "Microsoft Outlook".